# Ukhnaagiin Khürelsükh
Ukhnaagiin Khürelsükh (Tiếng Mông Cổ: Ухнаагийн Хүрэлсүх) sinh ngày 14 tháng 6 năm 1968, là chính trị gia người Mông Cổ và là Đương kim Tổng thống Mông Cổ, ông cũng từng là thủ tướng Mông Cổ từ ngày 4 tháng 10 năm 2017 đến ngày 27 tháng 1 năm 2021. Ông được bầu vào Quốc hội Mông Cổ ba lần vào năm 2000, 2004 và 2012, từng giữ chức Bộ trưởng Thanh tra chuyên ngành (2006-2008), Phó Thủ tướng Mông Cổ (2014-2015 và 2016-2017). Ông cũng là Tổng thư ký của Đảng Nhân dân Mông Cổ từ năm 2008 đến năm 2012.

## Tiểu sử
Ukhnaagiin Khürelsükh sinh ngày 14 tháng 6 năm 1968 tại Ulaanbaatar, Mông Cổ.
Khurelsukh học trường trung học số 2 tại thành phố Ulaanbaatar. Ông tốt nghiệp Đại học Quốc phòng Mông Cổ năm 1989 với chuyên ngành chính trị học. Ông còn học về quản trị nhà nước tại Đại học Quốc gia Mông Cổ.

## Sự nghiệp chính trị
- Nghị sĩ Quốc hội Mông Cổ: 2000, 2004 và 2012
- Bộ trưởng Ngoại giao Mông Cổ: 2004 - 2006
- Bộ trưởng Thanh tra chuyên ngành: giữa năm 2006 và năm 2008
- Tổng thư ký của Đảng Nhân dân Mông Cổ: 2008 - 2012
- Phó Thủ tướng Mông Cổ : 2014 - 2015 và 2016 - 2017
- Thủ tướng Mông Cổ: 2017 -